# Muskeg (véhicule)
Pour les articles homonymes, voir Muskeg.
Le Muskeg, dont le nom désigne un type de tourbière en langue algonquine, fut donné par la suite à un véhicule tout-terrain à chenilles munis d'une remorque à double essieux à chenilles, développé par la compagnie Bombardier au début des années 1950. Il est spécialement conçu pour le travail en forêt - transport de matériel, de personnel et surtout d'arbres abattus débités en section courtes. Grande réussite dans ce domaine, il se démarque par la faible pression au sol des chenilles malgré un poids important qui peut lui donner également accès aux terrains marécageux. 

## Histoire

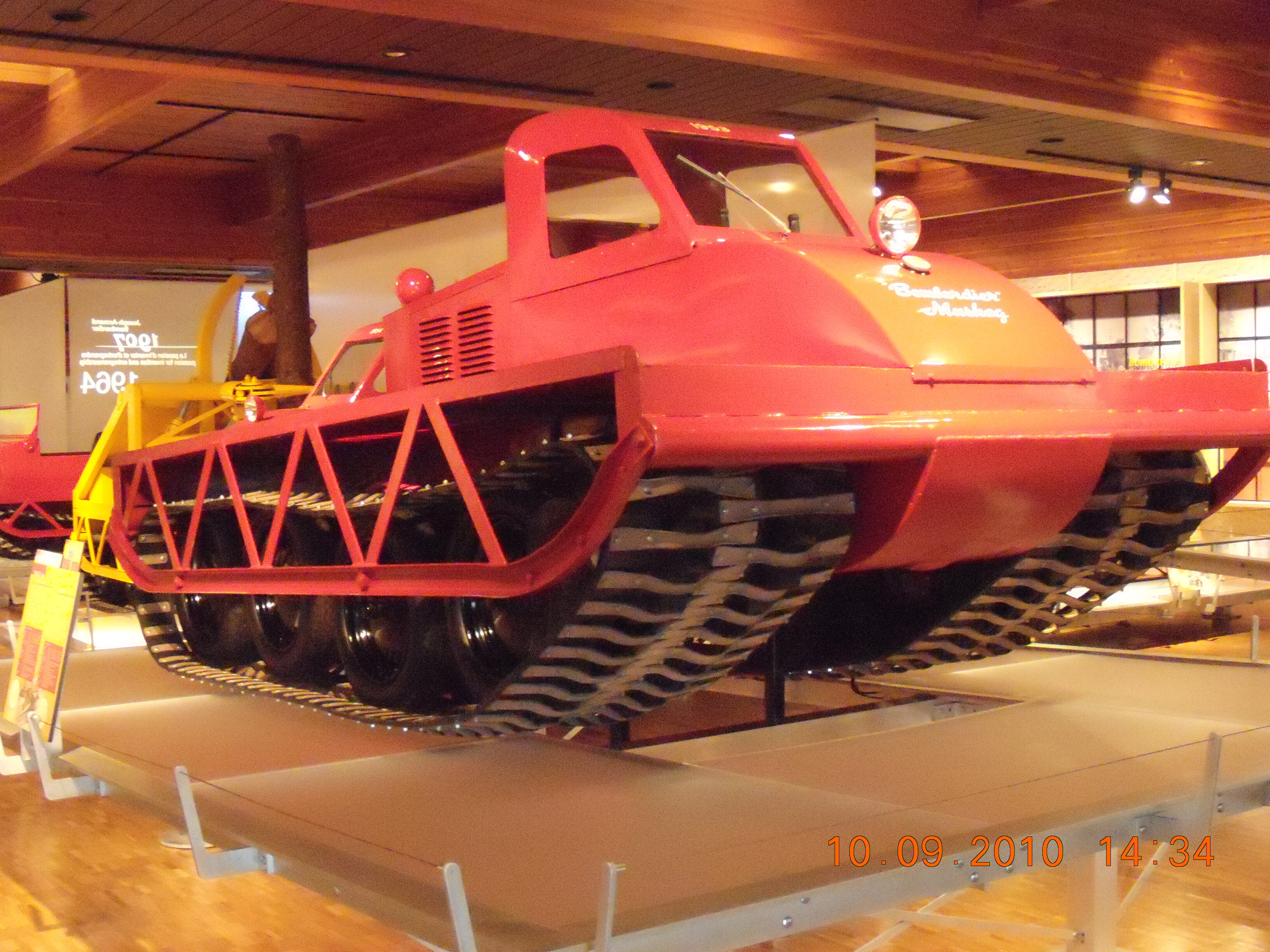
Bombardier Muskeg original.

Le prototype sort des usines de Valcourt, Québec, en 1953. Sa fabrication en série débute ensuite et remporte un grand succès commercial, répondant à de multiples besoins de travaux et de transport en terrains difficiles. On l’utilise par la suite autant dans les Alpes pour le transport de skieurs, qu'au Sahara pour le dégagement des routes, que dans l'exploration pétrolière en Arctique. En 1958, il fait partie de l'expédition Fuchs-Hillary qui est la première à traverser l'Antarctique de part en part en passant par le point géométrique du Pôle Sud. En versions modifiées, le tracteur Muskeg se vend encore aujourd’hui dans toutes les parties du monde.
La division des véhicules industriels de Bombardier, qui fabrique les Muskegs, a été achetée en août 2004 par la compagnie Camoplast de Sherbrooke au Québec. 